# Óleszkovica
Óleszkovica (horvátul: Stara Ljeskovica) falu Horvátországban, Pozsega-Szlavónia megyében. Közigazgatásilag Cseglényhez tartozik.

## Fekvése
Pozsegától légvonalban 27, közúton 38 km-re keletre, községközpontjától  6 km-re északra, a Pozsegai-medence keleti részén, a Krndija-hegység déli lábánál, Krajina-patak mentén fekszik.

## Története
A régészeti leletek tanúsága szerint területe már az ókorban lakott volt. Ezt igazolják az itt talált késő bronzkori település maradványai. A mai település középkori eredetű. 1250-ben „terra Lisnoga” néven említik először. 1322-ben „Lezkouicha”, 1325-ben „terra Lezkowicha”, 1329-ben „Lezkawycha”, 1336-ban „Lyzkoycha” néven említik. A települést 1532 körül foglalta el a török és több, mint 150 évig török uralom alatt volt. A térség 1687-ben szabadult fel a török uralom alól. 1698-ban „Lizkovicza” néven kihalt faluként szerepel a török uralom alól felszabadított települések összeírásában.
 1735 körül szerb családok kezdtek ide betelepülni. 1740-ben és 1773-ban 5 ház állt a településen.
Az első katonai felmérés térképén „Dorf Leskovicza” néven található. Lipszky János 1808-ban Budán kiadott repertóriumában „Leszkovicza” néven szerepel. 
Nagy Lajos 1829-ben kiadott művében „Leszkovicza” néven 7 házzal, 63 ortodox vallású lakossal találjuk.
1857-ben 52, 1910-ben 98 lakosa volt a településnek. Az 1910-es népszámlálás szerint lakosságának 76%-a szerb, 10%-a magyar, 8%-a horvát, 5%-a olasz anyanyelvű volt. Pozsega vármegye Pozsegai járásának része volt. Az első világháború után 1918-ban az új szerb-horvát-szlovén állam, majd később (1929-ben) Jugoszlávia része lett. 1991-től a független Horvátországhoz tartozik. 1991-ben lakosságának 73%-a szerb, 27%-a horvát nemzetiségű volt. 2011-ben a településnek 7 lakosa volt.

## Lakossága
| Lakosság változása | Lakosság változása | Lakosság változása | Lakosság változása | Lakosság változása | Lakosság változása | Lakosság változása | Lakosság változása | Lakosság változása | Lakosság változása | Lakosság változása | Lakosság változása | Lakosság változása | Lakosság változása | Lakosság változása | Lakosság változása |
| ------------------ | ------------------ | ------------------ | ------------------ | ------------------ | ------------------ | ------------------ | ------------------ | ------------------ | ------------------ | ------------------ | ------------------ | ------------------ | ------------------ | ------------------ | ------------------ |
| 1857               | 1869               | 1880               | 1890               | 1900               | 1910               | 1921               | 1931               | 1948               | 1953               | 1961               | 1971               | 1981               | 1991               | 2001               | 2011               |
| 52                 | 68                 | 60                 | 54                 | 83                 | 98                 | 151                | 124                | 105                | 111                | 86                 | 66                 | 24                 | 15                 | 16                 | 7                  |